# Fregenal de la Sierra (Badajoz)

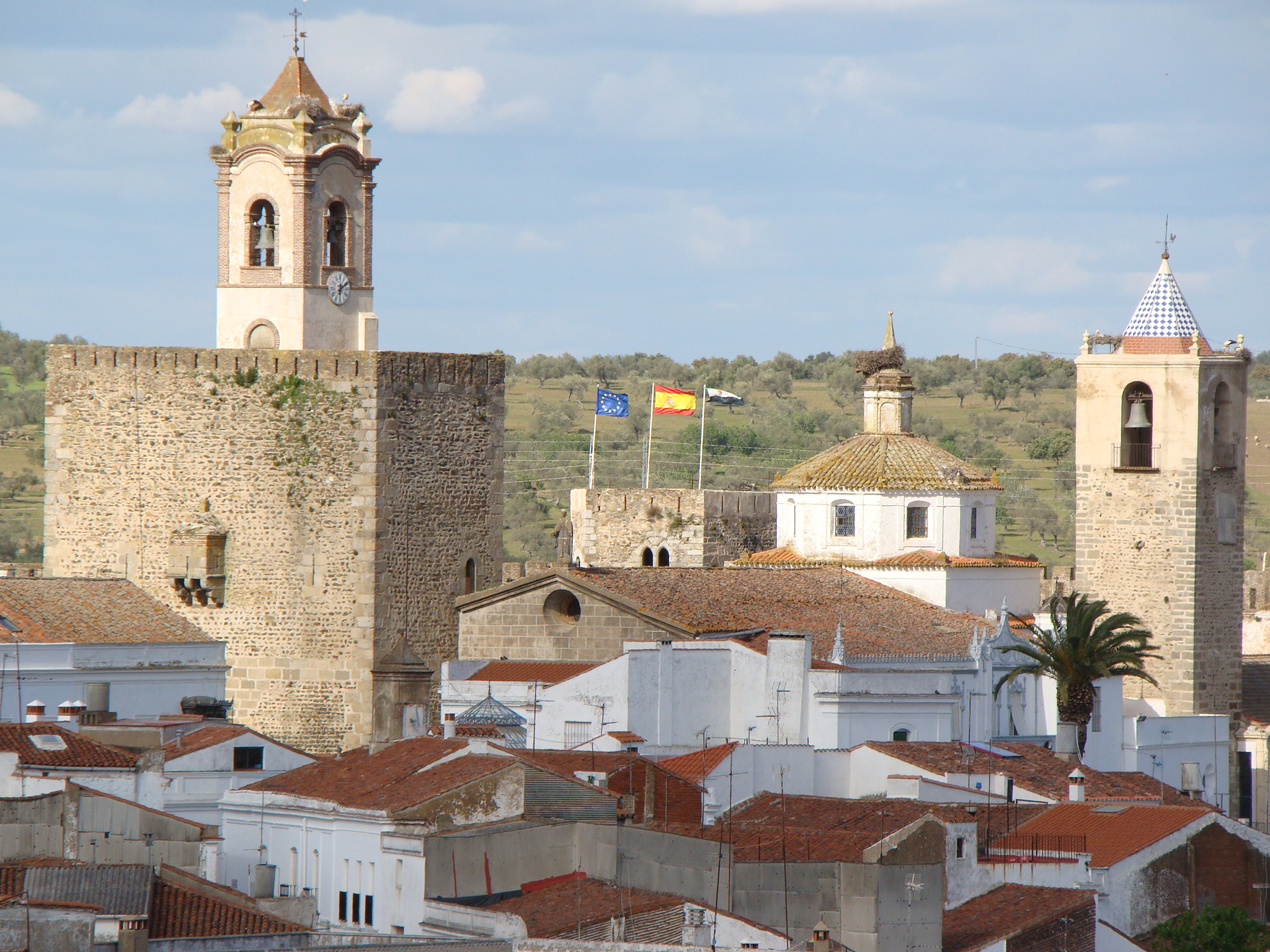
Fregenal de la Sierra

Fregenal de la Sierra este un oraș din Spania, situat în provincia Badajoz din comunitatea autonomă Extremadura. Are o populație de 5.275 de locuitori.
1. ↑  Nomenclátor Geográfico de Municipios y Entidades de Población (20240402 edition)